# 짱방
짱방 시사(베트남어: Thị xã Trảng Bàng / 市社盞盤)는 베트남 떠이닌성의 티싸(시사)이다.

## 행정 구역
짱방 시사에는 6개 방(坊)과 4개 사(社)가 있다.

### 방
- 안호아 방 (An Hòa / 安和)
- 안띤 방 (An Tịnh / 安靜)
- 자빈 방 (Gia Bình / 嘉平)
- 자록 방 (Gia Lộc / 嘉祿)
- 록흥 방 (Lộc Hưng / 祿興)
- 짱방 방 (Trảng Bàng / 盞盤)

### 사
- 돈투언사 (Đôn Thuận / 敦順)
- 흥투언사 (Hưng Thuận / 興順)
- 프억빈사 (Phước Bình / 福平)
- 프억찌사 (Phước Chỉ / 福祉)